# Kvitsøy
Kvitsøy – norweskie miasto i gmina leżąca w regionie Rogaland.
Kvitsøy jest 434. norweską gminą pod względem powierzchni.

## Demografia
Według danych z roku 2005 gminę zamieszkuje 511 osób. Gęstość zaludnienia wynosi 89,18 os./km². Pod względem zaludnienia Kvitsøy zajmuje 430. miejsce wśród norweskich gmin.
| ludność stan na 1 stycznia 2005 |         |           |       |
|                                 | kobiety | mężczyźni | razem |
| osób                            | 269     | 242       | 511   |
| %                               | 52,64%  | 47,36%    | 100%  |

| wykształcenie stan na 1 października 2004 |        |         |        |        |
|                                           | podst. | średnie | wyższe | niezn. |
| osób                                      | 98     | 253     | 44     | 4      |
| %                                         | 24,56% | 63,41%  | 11,03% | 1%     |

## Edukacja
Według danych z 1 października 2004:
- liczba szkół podstawowych (norw. grunnskolar): 1
- liczba uczniów szkół podstawowych: 61

## Władze gminy
Według danych na rok 2011 administratorem gminy (norw. rådmann) jest Andreas Polster, natomiast burmistrzem (norw. ordfører, d. borgermester) jest Ole Olsen.